# Te mana o te mau motu
Te Mana o te Mau Motu (« le Pouvoir des îles » en tahitien) est un groupe parlementaire de l'Assemblée de la Polynésie française, composé de huit élus en avril 2008.
Auparavant membres de To Tatou Ai'a, six membres en démissionnent le 8 avril 2008, tout en restant solidaires avec le parti de Gaston Tong Sang. Ils sont rejoints le 14 avril par deux élus de l'UDSP (Union pour le Développement, la Stabilité et la Paix).
Son président est Teina Maraeura.
Il comprend notamment les élus de Te niu hau manahune.